# 香港電影
香港电影，又稱港产片，是華人電影的先驅者。“有华人的地方，就有香港电影”，多年來,香港電影风靡全球，成为华人文化的一大标记。相較於中國大陆電影、新加坡电影和臺灣電影，當今香港電影的質素處於領先地位，已經具有長時間累積下來的優良口碑。
多年来，香港电影廣為華人熟知，香港电影金像奖亦為衡量华语电影优劣的一大指标。香港一直以来都是大中華地區的电影殿堂，被誉为与印度寶萊塢、美国好莱坞、日本東京、尼日利亚瑙莱坞齐名的全球五大电影生产基地、出口基地。1980年代的港产片无论在产量、票房，还是质量與艺术性上均创作出了惊人的奇迹，形成了庞大的电影工业，电影总产值超越亚洲电影强国印度的寶萊塢，跃居世界第二位，仅次于拥有全球市场的美国好莱坞，香港更为亚洲第一大的电影生产基地和电影出口基地，被称为东方好莱坞、华人娱乐码头及华人梦工场。
香港作为英国殖民地，早期在政治及经济上較中华人民共和国及中華民國具有更多的自由，发展成为华人世界（包括海外华人社会）以至东亚电影的制作基地。几十年来，香港一直是全球第2大电影工业基地和电影出口地區。即使在1990年代后期开始的危机，加上中華人民共和國政府于1997年7月1日收回香港主权，香港电影仍然保持着自身魅力，继续在世界电影舞台上占有重要地位。
早于20世纪初香港已有电影院，早期集中在中环一带，后来慢慢扩展到市区各地。早年的戏院规模很大，拥有逾千座位。不过现时的戏院已变成迷你型，由两间至数间容纳百多人的迷你戏院组成，方便同时播放不同的电影，不少更融入為大型商場娛樂設施的一部份。此外，香港電影金像獎為香港電影業的一大盛事。

## 歷史

### 萌芽时期
香港最早的电影放映，可追溯至1897年，莫里斯萨维特教授（Maurice Charvet）从旧金山来港，在大会堂举办放映会，同年起多部商业电影在港放映。1901年，香港首家電影院「喜來園」開業。《偷燒鴨》《莊子試妻》為香港最早製作的一批本土電影。1923年，黎民偉及兄長成立了香港第一間全資製作公司——民新製造影畫片有限公司，1925年，拍攝的首部故事長片《胭脂》在香港公映，叫好叫座，為香港商業電影發展奠定基礎。

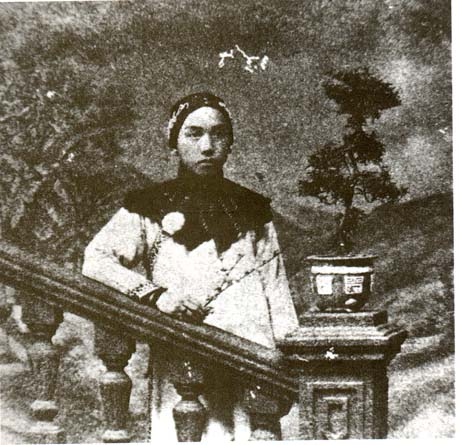
《莊子試妻》劇照

1935年，香港停止默片生產，正式進入有聲電影時代，粵語片產量迅速增加。抗日戰爭及國共內戰後，香港作为英国殖民地，在政治及经济上比較中华人民共和国及中華民國有更多的自由，于是发展成为华人世界以至东亚电影的制作基地。

### 发展時期
戰後，1950年代和1960年代，香港電影業雙線發展：粵語電影（粵語片）和國語電影（國語片）。粵語片有任劍輝及白雪仙（簡稱「任白」）是當時頂級紅星。任劍輝擅長反串生角配合白雪仙的旦角，她們合作拍了超過50齣電影，包括《紫釵記》（1959年）成為恆久不衰的經典。此外，还有關德興、石堅的《黃飛鴻》系列，以及曹達華、于素秋的《如來神掌》系列等等。國語片以邵氏兄弟及電懋公司為主。電懋以富有摩登氣息的都市小品見長，邵氏則仿照美國荷里活大製片廠制度，斥資興建邵氏影城，兩大公司競爭漸趨白熱化。1964年，電懋的始創人兼首腦陸運濤死於空難，使得邵氏兄弟得到行內較領先的位置。電懋易名為國泰後於1970年終止電影製作。
1970年，采用獨立製片人制度的嘉禾公司成立，因起用李小龍拍攝系列功夫片而聲名鵲起，李小龍亦成爲香港首位蜚聲國際的知名電影巨星。其後，許冠文、許冠傑、許冠英三兄弟的港式地道喜劇和洪金寶、成龍的動作喜劇迅速接棒，成爲當時香港電影的金漆招牌。1970年代末，衆多具有學院經驗的年輕導演晉身電影界，拍攝出不同於傳統、帶有强烈個人風格的電影，形成「香港電影新浪潮」。

### 盛世時期
1980年代至1990年代初期是香港電影的全盛時期，明星演員湧入影壇，題材百花齊放，票房記錄不斷刷新，影響力達到空前高峰。这个年代的港产片无论在产量、票房，还是在质量與艺术性上均达到空前盛世，形成了庞大的电影工业，电影总产值超越亚洲电影强国印度的寶萊塢，跃居世界第二位，仅次于拥有全球市场的美国好莱坞，香港成为亚洲第一大的电影生产基地和电影出口基地，被称为东方好莱坞。嘉禾和新成立的新藝城、德寶成爲影壇三大勢力。新藝城的最佳拍檔系列、嘉禾的警察故事系列、德寶的福星系列創造了港式動作喜劇的熱潮，《英雄本色系列》、《龍虎風雲》的走紅，使警匪片成爲日後港產片的重要分支。周星馳的無厘頭喜劇、徐克的武俠電影系列、吳宇森的暴力美学系列大放異彩，備受影迷追捧。王家衛的藝術電影揚名海外，屢獲國際影展殊榮。

### 低迷時期
经历了1980年代和1990年代初的黄金盛世时期，于1990年代中後期，香港電影業由盛轉衰，而且一直未能完全復甦。由于1997年主权移交临近，各界对香港的前途充满担忧，台灣資金撤走，同时香港人也大量移民，导致電影業人才流失，因此香港电影业一落千丈，收入减少了一半。1990年代後期，港產片製作數字從1990年代初的每年超過200部，到90年代後期下降了超过一半。與此同時，香港本地巨星也逐渐不在香港发展，而是向荷里活进军．如吴宇森和成龙等。2003年后，香港与内地签订CEPA（內地與香港關於建立更緊密經貿關係的安排），不少香港电影工作者返回内地，以中港合拍片模式，拍摄制作电影，不过由于要面对内地国家广电总局的意识形态审查和删剪，传统香港电影中天马行空的创意大大受限。

### 里程碑
- 1950年代：
  - 倫理：吳楚帆、張活游、張瑛、李清
  - 《黃飛鴻》系列：關德興、石堅

- 1960年代：
  - 粵語片：謝賢、呂奇、陳寶珠、蕭芳芳
  - 《如來神掌》系列：曹達華、于素秋

- 1970年代：
  - 功夫電影：李小龍
  - 許氏兄弟喜劇系列：許冠文、許冠傑、許冠英
  - 邵氏兄弟武俠片

- 1980年代：
  - 新浪潮電影：徐克、許鞍華、吳宇森、譚家明、章國明及方育平等導演作品
  - 英雄、風雲電影系列（自1986年）：《英雄本色系列》、《龍虎風雲》（代表人物：吳宇森、周潤發、狄龍）
  - 喜劇電影：《最佳拍檔》、《精裝追女仔》、《八星報喜》、《賭神系列》
  - 三级片

- 1990年代：
  - 周星馳的無厘頭電影（自1989年）
  - 吳宇森的暴力美学系列（自1989年）：如《喋血雙雄》、《喋血街頭》、《縱橫四海》及《辣手神探》
  - 王家衛、許鞍華、陳可辛的文藝片：如《阿飛正傳》、《東邪西毒》、《女人四十》、《甜蜜蜜》
  - 動作及功夫片：如徐克與李連杰的《黃飛鴻》系列，成龍的動作電影

- 2000年代：年產量銳減至不足百部
  - 代表作有周星馳系列：如《少林足球》和《功夫》
  - 王家衛及許鞍華的文藝電影：如《花樣年華》、《2046》、《男人四十》
  - 諜戰電影：如《無間道》系列、《色，戒》
  - 杜琪峰風格的電影

- 2010年代：《桃姐》、《岁月神偷》、《寒战》
- 2020年代：《毒舌大状》、《破·地獄》、《九龍城寨之圍城》

## 特色
香港電影為高度商業化、類型化的電影工業體系，曾以快速迎合市場需求、流水作業狀態著稱，巔峰時期曾有製作周期極短的「七日鮮」一説。
美國電影電影研究者大衛博維爾（David Bordwell）在專著《香港電影的秘密：娛樂的藝術》（Popular Cinema and the Art of Entertainment）中，將香港電影特色形容為「盡皆過火、盡是癲狂」。波德維爾認為香港電影使用了很多電影藝術的技法，比如快速剪接、鏡頭內的精巧調動等等。他認為這些技藝是香港電影成功的秘訣。相對於劇情縝密和邏輯性，香港電影更注重人物的塑造。很多香港電影劇情的上邏輯性並不十分嚴密，但電影實在塑造了太過精彩的人物。通過人物來推動故事，表達思想，人物成為故事的靈魂。

## 電影產業

#### 播映場地
早於20世紀初香港已有電影院，早期集中在中環一帶，後來才擴展到市區各地。早年的戲院規模很大，擁有逾千座位。惟現時的戲院已變成迷你型，由兩間至數間容納百多人的迷你戲院組成，方便同時播放不同的電影。

##### 歷年票房收入
| 年份 | 票房收入（港元） | 參考   |
| ---- | ---------------- | ------ |
| 2008 | $1,105,673,802   | [ 9 ]  |
| 2009 | $1,177,511,548   | [ 10 ] |
| 2010 | $1,339,103,136   | [ 11 ] |
| 2011 | $1,392,170,518   | [ 12 ] |
| 2012 | $1,559,237,866   | [ 13 ] |
| 2013 | $1,625,579,205   | [ 14 ] |
| 2014 | $1,647,105,559   | [ 15 ] |
| 2015 | $1,986,449,621   | [ 16 ] |
| 2016 | $1,947,596,448   | [ 17 ] |
| 2017 | $1,854,055,424   | [ 18 ] |
| 2018 | $1,957,519,527   | [ 19 ] |
| 2019 | $1,923,194,109   | [ 20 ] |
| 2020 | $536,925,187     | [ 2 ]  |
| 2021 | $1,208,971,838   | [ 2 ]  |

##### 最高入場人次電影
| 排名 | 片名      | 人次      | 年份 | 主演           | 導演        |
| ---- | --------- | --------- | ---- | -------------- | ----------- |
| 1    | 破·地獄   | 213萬人次 | 2024 | 黃子華、許冠文 | 陳茂賢      |
| 2    | 最佳拍档  | 211萬人次 | 1982 | 許冠傑、麥嘉   | 曾志偉      |
| 3    | 最佳拍档3 | 195萬人次 | 1984 | 許冠傑、麥嘉   | 徐克        |
| 4    | 最佳拍档2 | 188萬人次 | 1983 | 許冠傑、麥嘉   | 曾志偉      |
| 5    | 福星高照  | 177萬人次 | 1985 | 洪金寶、成龍   | 洪金宝      |
| 6    | 龍兄虎弟  | 177萬人次 | 1987 | 成龍、譚詠麟   | 曾志偉 成龍 |
| 7    | 半斤八两  | 176萬人次 | 1976 | 許冠文、許冠傑 | 許冠文      |
| 8    | 英雄本色  | 173萬人次 | 1986 | 周潤發、張國榮 | 吴宇森      |
| 9    | 摩登保镖  | 172萬人次 | 1981 | 許冠文、許冠傑 | 許冠文      |
| 10   | 圣诞快乐  | 172萬人次 | 1984 | 麥嘉、陳百強   | 高志森      |

#### 人才培訓
香港目前有設有多所專門的影視製作專業的大專院校，當中香港浸會大學電影學院和香港城市大學創意媒體學院更是全球十大卓越電影學院之一，而且專業方向分得很細，這為製作劇集提供了培訓人才。
- 香港浸會大學電影學院
- 香港城市大學創意媒體學院
- 香港演藝學院電影電視學院
- 香港都會大學人文社會科學院(創意寫作與電影藝術課程)
- 香港知專設計學院數碼媒體學系
- 香港高等教育科技學院數碼創新及科技學系
- 香港理工大學設計學院數碼媒體/多媒體科藝課程
- 香港伍倫貢學院科學院創意媒體製作課程
- 香港教育大學人文學院創意藝術與數碼藝術課程
- 嶺南大學數碼藝術及創意產業系
- 聖方濟各大學數碼科技娛樂課程

#### 電影片場
香港有銀都機構擁有的清水灣電影製片廠，邵氏兄弟的邵氏影城私人持有的億寶片場和成豐片場等等。

## 電影分級制
香港的電影分級制度於1988年立法制定，將電影分為三個級別。其中第IIA級、IIB級的分級只屬勸喻，沒有強制性的法律規限。第Ⅲ級電影則強制禁止18歲以下人士觀看。
| 級別    | 定義                   |
| ------- | ---------------------- |
| 第I級   | 適合任何年齡人士觀看   |
| 第IIA級 | 兒童不宜               |
| 第IIB級 | 青少年及兒童不宜       |
| 第III級 | 只准18歲或以上人士觀看 |

## 香港電影節及獎項
香港每年均舉行不少的電影節及影展，包括：
- 香港亞洲電影節（Hong Kong Asian Film Festival；官網 （页面存档备份，存于））
- 香港亞洲獨立電影節（Hong Kong Asian Independent Film Festival；官網）
- 香港澳洲電影節（Hong Kong Australian Film Festival）
- 香港法國電影節（Hong Kong French Film Festival）
- 香港德國電影節（Hong Kong German Film Festival）
- 香港國際電影節
- 香港猶太電影節（Hong Kong Jewish Film Festival；官網）
- 香港同志影展
- 香港流動影片節（Hong Kong Mobile Film Festival；官網 （页面存档备份，存于））
- 難民電影節（Refugee Film Festival）
- 香港獨立電影節 (Hong Kong Independent Film Festival) ；官網）

電影獎項則有：
- 香港電影評論學會大獎
- 香港電影金像獎
- 香港電影金紫荊獎（已停辦）
- 香港獨立短片及錄像比賽（Hong Kong Independent Short Film and Video Award；官網 （页面存档备份，存于））
- 鮮浪潮短片競賽

還有一個行業展：
- 香港國際影視展

### 引用
1. 1 2 3  . 創意香港.   [2021-02-26]. （原始内容存档于2021-05-22）. （页面存档备份，存于）
2. 1 2 3   (PDF). 香港票房有限公司. 2022-01-03  [2022-02-23]. （原始内容存档 (PDF)于2022-07-16）. （页面存档备份，存于）
3. ↑  .   [2013-09-25]. （原始内容存档于2021-05-22）. （页面存档备份，存于）
4. ↑  . 腾讯娛樂.   [2011-09-05]. （原始内容存档于2021-05-22）. （页面存档备份，存于）
5. ↑  .   [2013-09-25]. （原始内容存档于2013-09-28）. （页面存档备份，存于）
6. ↑  .   [2013-09-25]. （原始内容存档于2013-09-28）. （页面存档备份，存于）
7. ↑  . （原始内容存档于2014-01-07）. （页面存档备份，存于）
8. ↑  .   [2013-04-25]. （原始内容存档于2021-05-22）. （页面存档备份，存于）
9. ↑   (PDF). 香港影業協會. 2010-01-02  [2014-07-10]. （原始内容存档 (PDF)于2016-03-04）. （页面存档备份，存于）
10. ↑   (PDF). 香港影業協會. 2011-01-03  [2019-07-22]. （原始内容存档 (PDF)于2012-02-27）. （页面存档备份，存于）
11. ↑   (PDF). 香港影業協會. 2012-01-03  [2019-07-22]. （原始内容存档 (PDF)于2014-07-14）. （页面存档备份，存于）
12. ↑   (PDF). 香港影業協會.   [2019-07-22]. （原始内容存档 (PDF)于2014-07-14）. （页面存档备份，存于）
13. ↑   (PDF). 香港票房有限公司. 2014-01-02  [2019-06-29]. （原始内容 (PDF)存档于2018-02-05）. （页面存档备份，存于）
14. ↑   (PDF). 香港票房有限公司. 2015-01-02  [2019-06-29]. （原始内容 (PDF)存档于2018-02-04）. （页面存档备份，存于）
15. ↑   (PDF). 香港票房有限公司. 2016-01-04  [2019-02-15]. （原始内容 (PDF)存档于2018-02-05）. （页面存档备份，存于）
16. ↑   (PDF). 香港票房有限公司. 2017-01-03  [2019-06-29]. （原始内容 (PDF)存档于2017-10-11）. （页面存档备份，存于）
17. ↑   (PDF). 香港票房有限公司. 2018-01-02  [2018-01-26]. （原始内容 (PDF)存档于2018-01-26）. （页面存档备份，存于）
18. ↑   (PDF). 香港票房有限公司.   [2019-01-31]. （原始内容存档 (PDF)于2021-04-17）. （页面存档备份，存于）
19. ↑   (PDF). 香港票房有限公司. 2020-01-02  [2020-01-05]. （原始内容存档 (PDF)于2021-06-29）. （页面存档备份，存于）
20. ↑   (PDF). 香港票房有限公司. 2021-01-04  [2021-01-06]. （原始内容存档 (PDF)于2021-02-22）. （页面存档备份，存于）
21. ↑  . 2022-10-11 （中文（香港））.
22. ↑  . 文匯報. 2012年1月19日  [2017年10月19日]. （原始内容存档于2017年10月6日）. （页面存档备份，存于）
23. ↑  . 經濟日報. 2019年4月23日  [2019年7月7日]. （原始内容存档于2021年5月22日）. （页面存档备份，存于）

### 來源
書籍
- 趙衛防. . 中國廣播電視出版社. ISBN 978-7-5043-5300-9.
- 黃愛玲. . 香港電影資料館. ISBN 962-8050-37-0.
- 李焯桃. . 創建出版公司. ISBN 962-420-091-2.
- 李焯桃. . 創建出版公司. ISBN 962-420-092-0.
- 李焯桃. . 次文化有限公司.   [2020-12-05]. ISBN 962-7420-05-66 请检查|isbn=值 (帮助). （原始内容存档于2021-05-22）. （页面存档备份，存于）
- 李焯桃. . 次文化有限公司.   [2020-12-05]. ISBN 962-7420-05-77 请检查|isbn=值 (帮助). （原始内容存档于2021-05-22）. （页面存档备份，存于）

網站
- 60年代~2000年代香港電影票房紀錄
- 香港电影发展历史 （页面存档备份，存于）
- 列孚：香港电影从来不怕好莱坞 （页面存档备份，存于）
- 列孚：香港电影需要“本色”

## 外部連結
- 香港電影金像獎官方網站 （页面存档备份，存于）
- 香港電影工作者總會網站
- 香港特區政府影視及娛樂事務管理處網站 （页面存档备份，存于）
- 香港電影資料館 （页面存档备份，存于）
- 香港國際電影節
- 香港國際影視展 （页面存档备份，存于）
- 香港藝術發展局  （页面存档备份，存于）
- 香港出產的電影總列表 1914-2010（500多頁的pdf檔案）
- 香港影庫
- 香港影片大全-香港電影資料館
- 風起潮湧 七十年代香港電影 （页面存档备份，存于）-香港電影資料館
- 文匯報: 香港電影世紀回眸 （页面存档备份，存于）
- 香港電影新世代：影像的知覺現象學 （页面存档备份，存于）